# 鉄山港区
鉄山港区（てつさんこう-く）は中華人民共和国広西チワン族自治区北海市に位置する市轄区。

## 行政区画
- 鎮:南康鎮、営盤鎮、興港鎮